# Liquid funk
Il liquid funk (o anche liquid drum and bass, o semplicemente liquid) è un sottogenere dello stile musicale drum and bass, che nasce dalla fusione della musica jungle e le atmosfere tipiche della musica house, quindi anche con una riconoscibile vena funk e soul.
L'origine del genere viene attribuita al DJ britannico Fabio, che su BBC Radio 1 conduceva un programma chiamato appunto Liquid Funk, dove selezionava uscite del mercato jungle con una spiccata vena melodica e house. Questo programma ha dato ispirazione a molti artisti, che hanno iniziato a produrre per questo genere.
Molto famosi sono artisti come London Elektricity,  Calibre  o  Nu:Tone  ed etichette come la inglese Hospital Records.